# Diamant ocel·lat
El diamant ocel·lat (Stagonopleura oculata) és un ocell de la família dels estríldids (Estrildidae).

## Hàbitat i distribució
Habita zones humides d'herba i aiguamolls costaners al sud-oest d'Austràlia Occidental.